# Abdullah Abdullah
Abdullah Abdullah (lingua persiana: عبدالله عبدالله; Kabul, 5 settembre 1960) è un politico afghano.
È stato uno dei candidati indipendenti alle elezioni presidenziali dell'Afghanistan, tenutesi il 20 agosto 2009. In precedenza è stato ministro degli esteri nel governo afghano ed è il più quotato rivale del presidente uscente Hamid Karzai.

## Biografia
Abdullah è nato a Kabul, capitale dell'Afghanistan e come molti suoi conterranei è cresciuto in una famiglia musulmana. Suo padre è di etnia Pashtun, mentre sua madre è tagika. Abdullah ha trascorso i suoi primi anni vivendo tra Kandahar e Kabul, dove suo padre era amministratore e ispettore dell'ufficio del Primo ministro.
Il padre di Abdullah ha avuto molta influenza sulle scelte di vita del figlio ed è stato un modello di vita riguardo al valore e l'importanza del lavoro pubblico.

### Studi
Abdullah è stato uno studente modello sin dalle elementari. Si è diplomato alle scuole superiori di Naderia nel 1976 e ha iniziato a studiare oculistica all'università di Kabul, laureandosi in medicina col massimo dei voti nel 1983.

### Elezioni del 2009
Il 6 maggio 2009 Abdullah si registra come candidato indipendente alle elezioni presidenziali afghane del 2009. Ha scelto Humayun Shah Asefi come suo primo vice presidente e Cheragh Ali Cheragh come secondo. Dopo le elezioni del 20 agosto, Abdullah e Hamid Karzai erano quasi a parità di voti, tant'è che alcuni esperti avevano preso in considerazione l'ipotesi di un rush finale. I risultati preliminari mostrano i due contendenti entrambi col 40% dei voti nazionali. Se nessuno dei due candidati riporta almeno il 50% dei voti, sarà decisivo il rush finale che si terrà agli inizi di ottobre.
Il risultato delle elezioni dimostra un vantaggio ampio di Hamid Karzai, che si assicura più del 50%. Ma Abdullah, dopo questi risultati, denuncia massicci brogli, dimostrati poi dalla commissione elettorale afghana. Dunque, il 21 ottobre 2009, anche Karzai accetta la cosa, e ciò di fatto apre la strada al ballottaggio tra il Presidente e Abdullah. Quest'ultimo però, il 2 novembre 2009, in pubblico dichiara il suo ritiro poiché teme nuovi brogli. Hamid Karzai è rieletto Presidente dell'Afghanistan.

### Seguiti politici
Nel 2010, ha creato la Coalition for Change and Hope (ora National Coalition of Afghanistan), che è uno dei principali movimenti di opposizione democratica in Afghanistan.
Ha corso di nuovo alle elezioni presidenziali del 2014 ed è andato al secondo turno con il 45% dei voti totali. Il suo rivale più vicino, Ashraf Ghani, si era assicurato il 35% del voto totale, ma - al secondo turno elettorale, oggetto peraltro di numerose contestazioni - il risultato finale certificato della commissione elettorale indipendente dell'Afghanistan mostrò che Ashraf Ghani aveva ricevuto il 55,3% dei voti mentre Abdullah Abdullah si era assicurato il 44,7% dei voti.
Dopo mesi di colloqui e mediazione negli Stati Uniti, i due candidati costituirono un governo di unità nazionale, in cui Abdullah divenne capo dell'Esecutivo.
Lo scenario elettorale si è ripetuto alle elezioni del 2019, culminato con la proclamazione della vittoria di Ghani nel febbraio 2020: ambedue i rivali hanno convocato però una cerimonia di inaugurazione del loro mandato presidenziale.